# Halterofilismo nos Jogos Olímpicos de Verão da Juventude de 2010 - Até 69 kg masculino
A competição da categoria até 69 kg masculino do halterofilismo nos Jogos Olímpicos de Verão da Juventude de 2010 foi disputada no dia 17 de agosto, às 14:30 (UTC+8), no Toa Payoh Sports Hall, em Cingapura. Onze halterofilistas participaram deste evento, limitado a atletas com peso corporal inferior a 69 kg.
Cada competidor realizou os movimentos de arranque e arremesso, com o resultado final sendo a soma do maior peso levantado em cada movimento. O atleta tinha o direito de realizar três tentativas em cada movimento, sendo que as duas piores eram descartadas.

## Medalhistas
| Ouro   | AZE Nijat Rahimov     |
| Prata  | CHN Gong Xingbin      |
| Bronze | CUB Ediel Márquez Ona |

## Resultados
| Pos.              | Atleta                       | Peso corporal (kg) | Arranque (kg) | Arranque (kg) | Arranque (kg) | Arranque (kg) | Arremesso (kg) | Arremesso (kg) | Arremesso (kg) | Arremesso (kg) | Total (kg) |
| Pos.              | Atleta                       | Peso corporal (kg) | 1             | 2             | 3             | Res.          | 1              | 2              | 3              | Res.           | Total (kg) |
| ----------------- | ---------------------------- | ------------------ | ------------- | ------------- | ------------- | ------------- | -------------- | -------------- | -------------- | -------------- | ---------- |
| Medalha de ouro   | AZE Nijat Rahimov            | 68,76              | 125           | 130           | 134           | 134           | 154            | 161            | 166            | 161            | 295        |
| Medalha de prata  | CHN Gong Xingbin             | 68,37              | 128           | 133           | 135           | 133           | 160            | 165            | 165            | 160            | 293        |
| Medalha de bronze | CUB Ediel Márquez Ona        | 66,75              | 120           | 125           | 129           | 129           | 145            | 150            | 154            | 154            | 283        |
| 4                 | UZB Ziyobitddin Kutbitddinov | 68,82              | 122           | 126           | 128           | 126           | 147            | 154            | 158            | 147            | 273        |
| 5                 | THA Tairat Bunsuk            | 68,51              | 115           | 119           | 119           | 119           | 145            | 150            | 160            | 150            | 269        |
| 6                 | ALG Housseyn Fardjallah      | 68,64              | 110           | 115           | 119           | 115           | 140            | 145            | 145            | 140            | 255        |
| 7                 | IRI Mohsen Ghazalian         | 66,08              | 110           | 115           | 118           | 118           | 135            | 135            | 140            | 135            | 253        |
| 8                 | LBA Maraj Tubal              | 65,78              | 100           | 110           | 113           | 110           | 130            | 130            | 130            | 130            | 240        |
| 9                 | NZL Joshua Milne             | 68,50              | 83            | 89            | 91            | 91            | 110            | 117            | 117            | 110            | 201        |
| 10                | FIJ Charlie Lolohea          | 67,96              | 72            | 78            | 78            | 78            | 95             | 100            | 105            | 105            | 183        |
| 11                | GER Nico Müller              | 68,77              | 118           | 122           | 125           | 125           | 148            | 150            | 150            | ---            | ---        |